# Thoracolophotos ekeikei
Thoracolophotos ekeikei là một loài bướm đêm trong họ Erebidae.